# اما چوخاجیان
اما هوُسپی چوخاجیان (ارمنی: Էմմա Հովսեփի Չուխաջյան؛ انگلیسی: Emma Chukhajyan؛ زادهٔ ۶ ژانویهٔ ۱۹۳۸) شیمی‌دان اهل ارمنستان است.

## زندگی‌نامه
وی در ۶ ژانویه ۱۹۳۸ در لنیناکان به دنیا آمد و از دانشگاه دولتی ایروان (۱۹۶۱) فارغ‌التحصیل گشت. 

## یادداشت
1. ↑  քիմիական գիտությունների դոկտոր